# Décès en août 1956
Décès
- 1952
- 1953
- 1954
- 1955
- 1956
- 1957
- 1958
- 1959
- 1960

Pour une information complémentaire, voir la page d'aide.

| Date    | Nom           | Pays                 | Activités                    | Âge | Source |
| ------- | ------------- | -------------------- | ---------------------------- | --- | ------ |
| 30 août | Aita Donostia | Drapeau de l'Espagne | Prêtre et musicien espagnol. | 70  |        |